# Valtorta

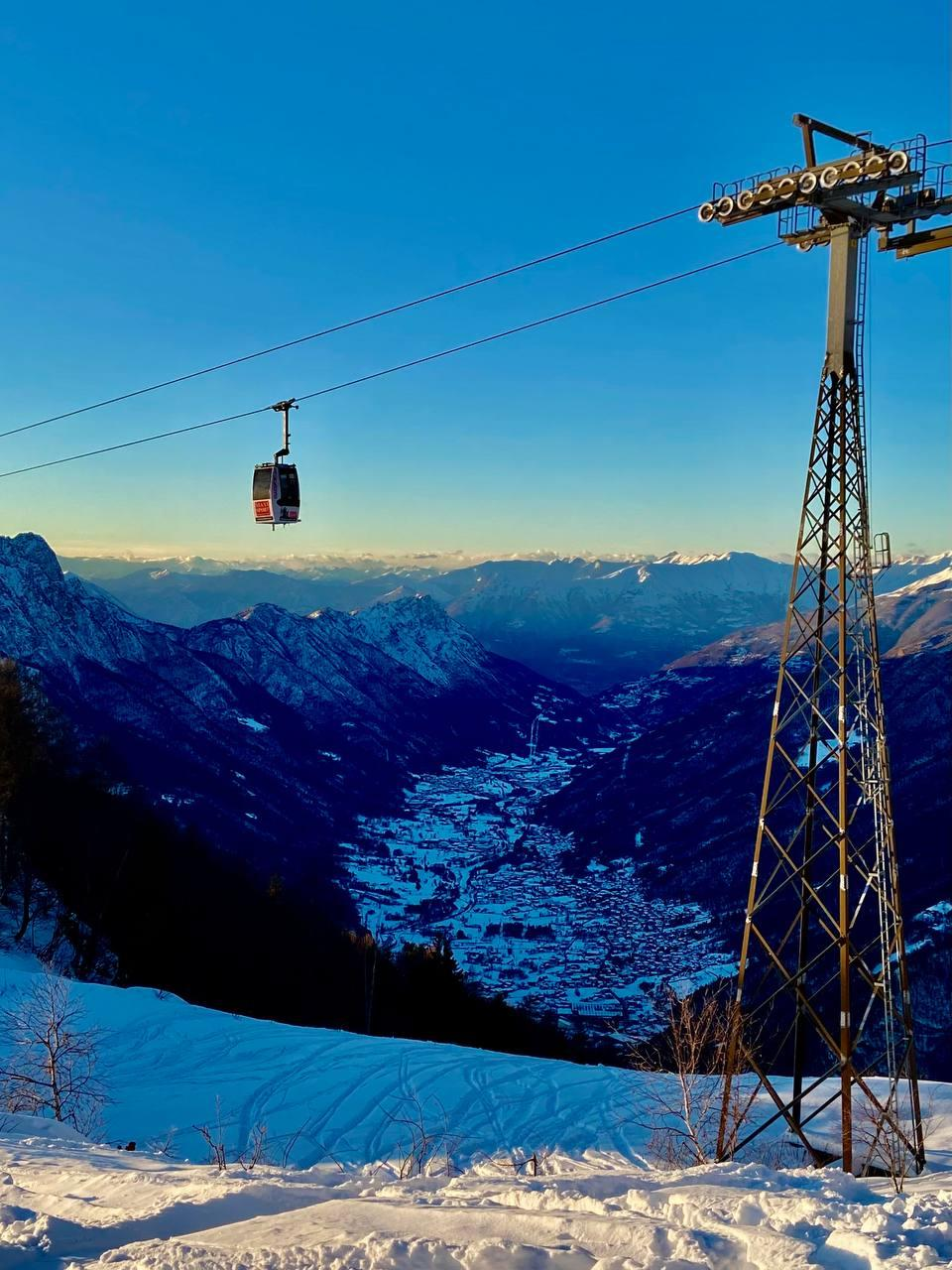
Teleférico en la estación de esquí Piani di Bobbio e Valtorta

Valtorta es un municipio italiano situado en la provincia de Bérgamo, en Lombardía. Tiene una población estimada, a fines de julio de 2023, de 238 habitantes.
La localidad está ubicada en el valle del mismo nombre, llamado así por su tortuosa conformación. 

## Economía
Tradicionalmente la base de la economía fue la minería, pero en el siglo XX las minas fueron cerrando progresivamente, lo que inició un lento pero inexorable proceso de despoblación. Esto fue parcialmente mitigado por el desarrollo turístico, que dio un nuevo impulso a la economía local, ayudado también por la reactivación de los productos típicos locales, especialmente los derivados del sector lácteo.

## Evolución demográfica
| Gráfica de evolución demográfica de Valtorta entre 1861 y 2023 |
|                                                                |
| Fuente: ISTAT - Elaboración gráfica de Wikipedia               |